# Rue du Cinéma (Molenbeek-Saint-Jean)
Pour les articles homonymes, voir Rue du Cinéma.

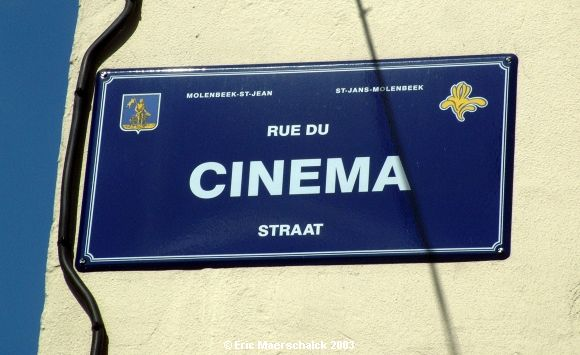
Plaque de rue en émail

La rue du Cinéma (en néerlandais: Cinemastraat) est une rue du cœur de Molenbeek-Saint-Jean débouchant sur la chaussée de Gand et parallèle à la rue du Prado.
Elle était à l'origine appelée rue du Cerf, du nom d'un cabaret qui s'y trouvait.
Son nom actuel est une allusion aux nombreuses salles de cinéma que comptait jadis la commune, ainsi qu'aux studios cinématographiques de la puissante firme de Charles Pathé, qui étaient installés à proximité du Château du Karreveld.
| ___ | Ce site est desservi par la station de métro : Comte de Flandre. |